# Sudan na Mistrzostwach Świata w Lekkoatletyce 2017
Sudan na Mistrzostwach Świata w Lekkoatletyce 2017 – reprezentacja Sudanu podczas Mistrzostw Świata w Londynie liczyła 1 zawodnika, który nie zdobył medalu.

## Rezultaty
| Zawodnik  | Konkurencja        | Eliminacje | Eliminacje | Półfinał | Półfinał | Finał    | Finał   |
| Zawodnik  | Konkurencja        | Rezultat   | Pozycja    | Rezultat | Pozycja  | Rezultat | Pozycja |
| --------- | ------------------ | ---------- | ---------- | -------- | -------- | -------- | ------- |
| Ahmed Ali | Bieg na 200 metrów | 20,64      | 29.        | NQ       | NQ       | NQ       | NQ      |